# 井上浩輝
井上 浩輝（いのうえ ひろき、1979年2月6日-）は、写真家。早稲田大学非常勤講師。北海道札幌市出身。キタキツネを中心に、北海道の美しい風景や野生動物たちを撮影している。「中居正広の金曜日のスマイルたちへ」（TBS系）、「情熱大陸」（MBS/TBS系）で取り上げられるなど、話題の写真家。2016年に米誌「National Geographic」の『TRAVEL PHOTOGRAPHER OF THE YEAR 2016』ネイチャー部門において、日本人初の1位を獲得。

## 概要
1979年、北海道生まれ。現在は、北海道「写真の町」東川町在住。北海道札幌南高等学校、新潟大学法学部卒業、東北学院大学法科大学院法務研究科修了。弁護士を目指していたが司法試験に受からず北海道に戻り、風景写真の撮影を開始。次第にキタキツネを中心に、動物がいる美しい風景を追いかけるようになり、2016年に米誌「National Geographic」の『TRAVEL PHOTOGRAPHER OF THE YEAR 2016』ネイチャー部門において、日本人初の1位を獲得。2匹のキタキツネが夕方の雪原を駆け抜ける写真「Fox Chase」が井上浩輝の代表作となった。以後、「キタキツネの写真家、井上浩輝」として知られるようになる。
また、北海道と本州を結ぶ航空会社 AIRDO と提携しながら、精力的に北海道の自然風景や生き物たちを撮影している。SONY、東芝メモリとも提携。

自然と人間社会の関わり方に対する疑問に端を発した「A Wild Fox Chase」というキタキツネを追った作品群を制作、発表。キタキツネの他には、エゾシカ、エゾリス、エゾフクロウ、エゾモモンガなどの撮影もしている。
写真は、国内のみならず海外の広告などでも使用されている。2019年5月、代表作「Fox Chase」のプリントが英国フィリップスのオークションにて、オークションハウスが定めた基準価格をはるかに超えた27500ユーロ（約386万円）で競落されている。
2017年2月には、さまざまな分野で活躍する人物を取材し、その魅力に迫るテレビ番組「情熱大陸」に取り上げられた。さらに、2019年9月には、「中居正広の金曜日のスマイルたちへ」にも出演。発達障害のあるピアニスト、野田あすかと共に出演。2022年4月より早稲田大学基幹理工学部にて「写真表現」の授業を受け持つ。

著書に、写真エッセイ『北国からの手紙　キタキツネが教えてくれたこと』（アスコム刊）、写真集『follow me ふゆのきつね』（日経ナショナルジオグラフィック社刊）がある。

## 著書
- 写真解説『鮨一幸のすべて』KADOKAWA, 2021年ISBN978-4-0440-0552-8）
- 写真集『Look at me! 動物たちと目が合う1/1000秒の世界』KADOKAWA, 2020年ISBN978-4-0406-5948-0）
- 写真集『Romantic Forest おとぎの森の動物たち』（PIE International刊 2020年ISBN978-4-7562-5420-7）
- 写真絵本『はじめてのゆき』（Benesse刊 2019年
- 写真エッセイ『北国からの手紙　キタキツネが教えてくれたこと』（アスコム刊　2018年　ISBN978-4-7762-0986-7）
- 写真集『follow me ふゆのきつね』（日経ナショナルジオグラフィック社刊　2017年　ISBN978-4-86313-398-3）

## 写真展
2015年
- 個展「northern island colors ‒北の丘々から」Sapporo - カメラの富士
- 合同展「東京カメラ部 2015 写真展」Tokyo ‒ 渋谷ヒカリエ

2016年
- 合同展「東京カメラ部 2016 写真展」Tokyo ‒ 渋谷ヒカリエ
- 個展「Portrait Kitakitsune」Higashikawa ‒ モンベル大雪東川店
- 個展「Wild Fox Chase」Sapporo ‒ エスキス

2017年
- 個展「Wild Fox Chase」Higashikawa - ROASTER COASTER
- 合同展「αで切り取るそれぞれの春」Sapporo ‒ ソニーストア札幌ギャラリー
- 合同展「東京カメラ部 2017 写真展」Tokyo ‒ 渋谷ヒカリエ
- 個展「northern island colors」Chiba ‒ TimberYard スタジオ
- 個展「Wild Fox Chase with “α”」Nagoya ‒ ソニーストア名古屋ギャラリー
- 個展「Wild Fox Chase with “α”」Sapporo ‒ ソニーストア札幌ギャラリー

2018年
- 個展「ふゆのきつね」Tokyo - Sony Imaging Gallery
- 個展「キタキツネ」Tokyo - MEGUMI OGITA GALLERY
- 合同展「αで切り取る日本の四季」Sapporo ‒ ソニーストア札幌ギャラリー
- 個展「北の風景と動物たち」Fukuoka ソニーストア福岡天神ギャラリー
- 個展「北の風景と動物たち」Osaka ‒ ソニーストア大阪
- 個展「北の風景と動物たち」Nagoya - ソニーストア名古屋ギャラリー
- 個展「北の狐、鹿。」Sapporo‒JRタワーホテル日航札幌 TOWERʼS GALLERY
- 個展「北海道の風景と動物たち」Sapporo ‒ 日本ハムハーベストシリーズ札幌ドーム
- 合同展「東京カメラ部 2018 写真展」Tokyo ‒ 渋谷ヒカリエ
- 合同展「東川町内作家写真展」Higashikawa - モンベル大雪東川店

2019年
- 個展「αで撮る 北の動物たち」Sapporo - ソニーストア札幌ギャラリー
- 個展「αで撮る 北の動物たち」Sapporo - ソニーストア福岡天神ギャラリー
- 合同展「東京カメラ部 2019 写真展」Tokyo ‒ 渋谷ヒカリエ
- 個展「井上浩輝写真展」Sendai ‒ 仙台藤崎
- 合同展「東川町内作家写真展」Higashikawa ‒ 東川町ウォールギャラリー

2020年
- 写真展「井上浩輝写真展〜北の大地のマージナルなふたり〜」 - あさご芸術の森美術館
- 合同展「井上浩輝・TAKASHI・清水愛里 三人展」Tokyo - MEGUMI OGITA GALLERY
- 写真展「井上浩輝 with α」Sapporo - ソニーストア札幌ギャラリー
- 写真展「北の大地とαと。」Nagoya - ソニーストア名古屋ギャラリー
- 合同展「Photographer's Masterpiece 絶対鑑賞写真展」Tokyo -エプソンスクエア丸の内

2021年
- 展覧会「井上浩輝写真展～北の大地のマージナルなふたり～」Higashikawa -東川町文化ギャラリー
- 写真展「北の動物たち - 望遠レンズでそっとのぞいてみよう」Sapporo - ソニーストア札幌ギャラリー
- 写真展「北の動物たち - 望遠レンズでそっとのぞいてみよう」Nagoya - ソニーストア名古屋ギャラリー
- 写真展「北の動物たち - 望遠レンズでそっとのぞいてみよう」Osaka - ソニーストア大阪ギャラリー
- 写真展「北の動物たち - 望遠レンズでそっとのぞいてみよう」Fukuoka - ソニーストア福岡ギャラリー

2022年
- 写真展「北の野生動物と風景とαと』 - 子ぎつねたちの成長とともに」Sapporo - ソニーストア札幌ギャラリー
- 写真展「北の野生動物と風景とαと』 - 子ぎつねたちの成長とともに」Fukuoka -ソニーストア福岡天神ギャラリー
- 写真展「北の野生動物と風景とαと』 - 子ぎつねたちの成長とともに」Nagoya - ソニーストア名古屋ギャラリー
- 写真展「北の野生動物と風景とαと』 - 子ぎつねたちの成長とともに」Osaka - ソニーストア大阪ギャラリー

2023年
- 写真展「井上浩輝・TAKASHI写真展〜大自然に流れる「時」の中での出会い〜」 - あさご芸術の森美術館